# David S. Goyer

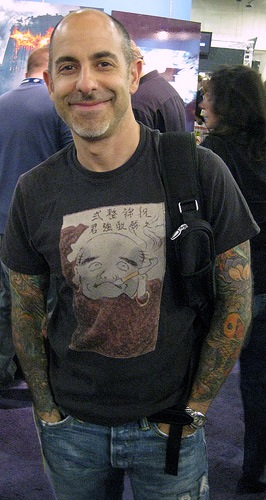
David S. Goyer (2008)

David Samuel Goyer (* 22. Dezember 1965 in Ann Arbor, Michigan) ist ein US-amerikanischer Comic- und Drehbuchautor und Filmregisseur.
Besonders bekannt ist er für Christopher Nolans The-Dark-Knight-Trilogie, für die er, gemeinsam mit den Nolan-Brüdern, an der Handlung der Filme arbeitete.

## Leben
David S. Goyer interessierte sich seit frühester Kindheit für Comics. Er wuchs in Ann Arbor, Michigan, auf und schloss 1988 ein Studium an School of Cinema-Television an der University of Southern California in Los Angeles ab. Sein erster größerer Erfolg war 1990 das Drehbuch zu dem Film Mit stählerner Faust mit Jean-Claude Van Damme. Neben seiner Tätigkeit als Drehbuchautor war Goyer auch als Autor von Comics tätig; so verfasste er für DC Comics beispielsweise 50 Ausgaben der Justice Society of America. Weitere Drehbücher erstellte Goyer v. a. für Comicverfilmungen, bei denen er, wie im Falle von Blade: Trinity, auch Regie führte. Er war 1999 für Dark City und 2006 für Batman Begins für den Saturn Award nominiert und gewann 1999 einen Preis australischer Filmkritiker für sein Drehbuch zu Dark City. Goyer schrieb das Drehbuch zum Godzilla-Remake, seine Version wurde aber später von Max Borenstein umgeschrieben. Goyer führte 2013 und 2014 die US-amerikanisch-britische Historienserie Da Vinci’s Demons als Showrunner. 2015 übergab er die Leitung an John Shiban, als Produzent war er weiter für die Serie tätig. 2013 arbeitete er als ausführender Produzent an der Film-Adaption des Comics Y: The Last Man er war dann aber nicht an der später realisierten Serie beteiligt. Gemeinsam mit Josh Friedman entwickelte er die Serie Foundation, die auf der gleichnamigen Romanreihe von Isaac Asimov beruht und im September 2021 anlief.

## Filmografie (Auswahl)

### Als Drehbuchautor
- 1990: Mit stählerner Faust (Death Warrant)
- 1991: Kickboxer 2 – Der Champ kehrt zurück (Kickboxer 2: The Road Back)
- 1992: Demonic Toys
- 1994: Puppet Masters – Bedrohung aus dem All (The Puppet Masters)
- 1996: The Crow – Die Rache der Krähe (The Crow: City of Angels)
- 1998: Agent Nick Fury – Einsatz in Berlin (Nick Fury: Agent of Shield)
- 1998: Blade
- 1998: Dark City
- 2002: Blade II
- 2004: Blade: Trinity
- 2005: Batman Begins
- 2008: Jumper
- 2008: The Dark Knight (Story)
- 2009: The Unborn
- 2012: Ghost Rider: Spirit of Vengeance
- 2012: The Dark Knight Rises (Story)
- 2013: Man of Steel
- 2013–2014: Da Vinci’s Demons (Fernsehserie)
- 2016: Batman v Superman: Dawn of Justice
- 2019: Terminator: Dark Fate
- seit 2021: Foundation (Fernsehserie)
- 2022: Hellraiser – Das Schloss zur Hölle (Hellraiser)
- 2022: Guillermo del Toro’s Cabinet of Curiosities (Fernsehserie, Episode 1x03)

### Als Produzent
- 2000: Mission to Mars (Co-Produzent)
- 2006: Blade – Die Jagd geht weiter (Blade, Ausführender Produzent)
- 2007: Ghost Rider (Ausführender Produzent)
- 2009: FlashForward (Fernsehserie)
- 2013–2015: Da Vinci’s Demons (Fernsehserie, Ausführender Produzent)
- 2016: The Forest
- 2018: Assassination Nation
- 2020: The House at Night (The Night House)
- 2021: The Tomorrow War
- 2021: Antlers
- 2024: The First Omen

### Als Regisseur
- 2002: ZigZag
- 2004: Blade: Trinity
- 2006: Unsichtbar – Zwischen zwei Welten (The Invisible)
- 2009: The Unborn
- 2013: Da Vinci’s Demons (Fernsehserie)

## Romane
- Heaven's Shadow, 2011 (Himmelsschatten, übersetzt von Ingrid Hermann-Nytko, Heyne Verlag München 2012, ISBN 978-3-453-52999-1)
- Heaven's War, 2012 (Himmelskrieg, übersetzt von Ingrid Hermann-Nytko, Heyne Verlag München 2013, ISBN 978-3-453-31531-0)
- Heaven's Fall, 2013

(alle mit Michael Cassutt)